# Chonocephalus alzadae
Chonocephalus alzadae är en tvåvingeart som beskrevs av Ronald Henry Lambert Disney 2008. Chonocephalus alzadae ingår i släktet Chonocephalus och familjen puckelflugor. Inga underarter finns listade i Catalogue of Life.